# Duta reticulata
Duta reticulata är en stekelart som beskrevs av Galloway 1984. Duta reticulata ingår i släktet Duta och familjen Scelionidae. Inga underarter finns listade i Catalogue of Life.